# Amazona gomezgarzai
Vẹt vương miện (Danh pháp khoa học: Amazona gomezgarzai) là một loài vẹt trong họ Psittacidae mới được phát hiện trong năm 2017, bởi các nhà sinh học là Tony Silva, Antonio Guzmán, Adam D. Urantówka và Paweł Mackiewicz. Những người này đã phát hiện một loài vẹt mới tại bán đảo Yucantan của Mexico. Do số cá thể Amazona gomezgarzai rất ít nên đã được đề nghị thành lập một chương trình bảo tồn đối với loài vẹt này.

## Đặc điểm
Đây là loài vẹt Amazon có cánh màu xanh da trời, tiếng kêu to, ngắn, đơn điệu và lặp đi lặp lại, Khoác trên mình lớp lông tơ màu xanh da trời và trên đầu gắn vương miện xanh lá cây, chúng khác với các loài vẹt Amazon được tìm thấy trước đó. Vẹt vương miện Amazona gomezgarzai sống theo các quần thể nhỏ dưới 12 thành viên tại cùng khu vực sinh sống của hai loài khác là Amazona xantholora và Amazona albifrons nana. Thức ăn chính của chúng là các loại hạt, hoa, quả và lá cây. Amazona gomezgarzai tiến hóa từ một loài vẹt cách đây khoảng 120.000 năm và được phân biệt với các loài vẹt Amazon khác bởi hoa văn màu sắc của bộ lông, âm thanh và hành vi.